# Бойко, Савелий Иванович
Савелий Иванович Бойко (1917—1998) — Гвардии старшина Рабоче-крестьянской Красной Армии, участник Польского похода РККА, советско-финской и Великой Отечественной войн, Герой Советского Союза (1945).

## Биография
Савелий Бойко родился 5 декабря 1917 года в селе Флорино (ныне — Бершадский район Винницкой области Украины) в крестьянской семье. После окончания неполной средней школы и курсов трактористов работал в совхозе, а впоследствии в Чернской машинно-тракторной станции Тульской области.
13 октября 1938 году был призван на службу в Рабоче-крестьянскую Красную Армию. Место призыва: Чернский РВК, Тульская обл., Чернский р-н. Участвовал в походе РККА в Западную Белоруссию и советско-финской войне. В 1940 году Бойко окончил школу младших командиров.

### Участие в Великой Отечественной войне
С начала Великой Отечественной войны на её фронтах. В 1942 году вступил в ВКП(б). К апрелю 1945 года гвардии старшина Савелий Бойко командовал отделением связи миномётной батареи 17-го гвардейского стрелкового полка, 5-й гвардейской стрелковой дивизии, 8-го гвардейского стрелкового корпуса, 11-й гвардейской армии, 3-го Белорусского фронта. Отличился во время боёв в Восточной Пруссии.

### Подвиг
В ночь с 25 на 26 апреля 1945 года Бойко одним из первых, несмотря на массированный вражеский огонь, переправился через пролив между портом Пиллау (ныне — Балтийск, Калининградская область) от косы Фрише-Нерунг (ныне — Балтийская коса) и сумел проложить линию связи. Во время боёв Бойко успешно корректировал огонь батареи 120-миллиметровых миномётов, принимал участие в отражении нескольких вражеских контратак.
Указом Президиума Верховного Совета СССР от 29 июня 1945 года гвардии старшина Савелий Бойко был удостоен высокого звания Героя Советского Союза с вручением ордена Ленина и медали «Золотая Звезда».

### После войны
После окончания войны Бойко был демобилизован. Окончил курсы при Ленинградском текстильном институте, до 1960 года работал директором Поныровского пенькозавода в Курской области. В 1972 году Бойко окончил Курский сельскохозяйственный институт, после чего работал в Поныровском районном отделении «Сельхозтехника».

## Награды
- Медаль «Золотая Звезда»
- Орден Ленина
- Орден Отечественной войны I степени[1][2]
- Орден Отечественной войны II степени[3]
- Орден Красной Звезды[4]
- Орден Красной Звезды[5]
- Медаль «За отвагу»[6]
- Медаль «В ознаменование 100-летия со дня рождения Владимира Ильича Ленина» (6 апреля 1970)
- Медаль «За победу над Германией в Великой Отечественной войне 1941—1945 гг.» (9 мая 1945[7])
- Юбилейная медаль «Двадцать лет Победы в Великой Отечественной войне 1941—1945 гг.» (7 мая 1965[8])
- Юбилейная медаль «Тридцать лет Победы в Великой Отечественной войне 1941—1945 гг.»[9]
- Медаль «Сорок лет Победы в Великой Отечественной войне 1941-1945 гг.»[10]
- Юбилейная медаль «50 лет Победы в Великой Отечественной войне 1941—1945 гг.»[11]
- Медаль «За взятие Кёнигсберга» (9 июня 1945[12])
- а также рядом медалей.